# 김가을 (e스포츠인)
김가을(1978년 10월 29일~)은 대한민국의 전직 스타크래프트 프로게이머 출신 프로게임단 감독이다. 

## 선수 경력
2000년, 게임아이 스틱스에 입단하면서 프로 커리어를 시작했다. 배틀탑 스타크래프트 여성부에서 우승을 차지했다.
2002년 4월, 삼성전자 칸에 입단했다. 2002년 9월, 현역에서 은퇴했다.

## 감독 경력
2003년 7월, 삼성전자 칸의 감독으로 부임했다. 2009년 4월 26일에 치러진 이스트로와의 경기에서 승리를 거두며 통산 3번째 프로리그 100승을 달성했다.

## 프런트
2015년 1월, 삼성 갤럭시의 사무국장으로 부임했다. 2017년, 삼성 게임단이 해체하면서 자리에서 물러났다.
2019년 12월, 그리핀의 대표 겸 단장으로 취임했다.

## 주요 경력
선수
- 2000년 5월 배틀탑 스타크래프트 여성부 우승
- 2000년 6월 국가 대표 선발전 스타크래프트 여성부 우승
- 2000년 8월 KBK 국제 마스터즈 대회 여성부 우승
- 2000년 9월 온게임넷 롯데리아배 여자부 우승
- 2001년 7월 삼성 디지털배 KIGL 여성부 우승
- 2001년 8월 iTV 서바이벌 리그 우승
- 2001년 9월 스카이 겜티비 여성부 특별전 우승
- 2001년 9월 온게임넷 킹덤 언더 파이어 특별전 우승
- 2001년 11월 WCG 여성부 2위
- 2002년 2월 스카이 겜티비 특별전 우승
- 2002년 6월 제1차 ghem TV 스타리그 여성부 우승 (vs 이혜영 승)
- 2002년 11월 제2차 ghem TV 스타리그 여성부 준우승 (vs 김지혜 패)

감독
- 2004년 6월 온게임넷 WEG 팀리그 WarCraft 3 3위
- 2005년 10월 KTF bigi KOREA e-sports 2005 스타크래프트 부문 우승
- 2006년 1월 SKY 프로리그 2005 후기리그 준우승
- 2006년 1월 SKY 프로리그 2005 그랜드파이널 4위
- 2007년 6월 신한은행 프로리그 2007 전기리그 우승
- 2007년 6월 신한은행 프로리그 2007 전기리그 감독상
- 2008년 2월 신한은행 프로리그 2007 통합챔피언전 준우승
- 2008년 8월 신한은행 프로리그 2008 우승
- 2008년 8월 신한은행 프로리그 2008 감독상
- 2008년 8월 경남-STX컵 마스터즈 2008 4위
- 2009년 7월 신한은행 프로리그 08-09 4위
- 2012년 9월 SK플래닛 스타크래프트Ⅱ 프로리그 시즌2 감독상
- 2012년 9월 SK플래닛 스타크래프트Ⅱ 프로리그 시즌2 준우승
- 2013년 9월 삼성 갤럭시 감독계약 종료